# Adamantius Martyrius
Adamantius Martyrius es un gramático que floreció en el siglo V. Sólo se conserva de él una obra de cuatro capítulos que trata del empleo de las consonantes b y v. Según dice en el prefacio, su padre ya expuso una doctrina sobre este particular. Son varios los manuscritos que existen de estos cuatro capítulos, entre ellos uno en la biblioteca de Munich y otro en la Real Biblioteca de Nápoles.
Casiodoro, cuyo tratado De Ortographia es tan conocido, reproduce casi textualmente el texto de Adamantius.